# Artemisina tubulosa
Artemisina tubulosa är en svampdjursart som beskrevs av Koltun 1964. Artemisina tubulosa ingår i släktet Artemisina och familjen Microcionidae. Inga underarter finns listade i Catalogue of Life.